# 葎草屬
葎草屬（学名：Humulus）是被子植物門中的一個屬，分佈於北半球溫帶地區。其雌性的花朵通常被稱為啤酒花（hop），經常被用于啤酒釀造時的調味料和食品添加劑。葎草屬是屬於大麻科的其中一屬，與其同科也包括大麻屬（即著名的大麻）。

## 物種
本屬有三個種，其中一個有五個變種：

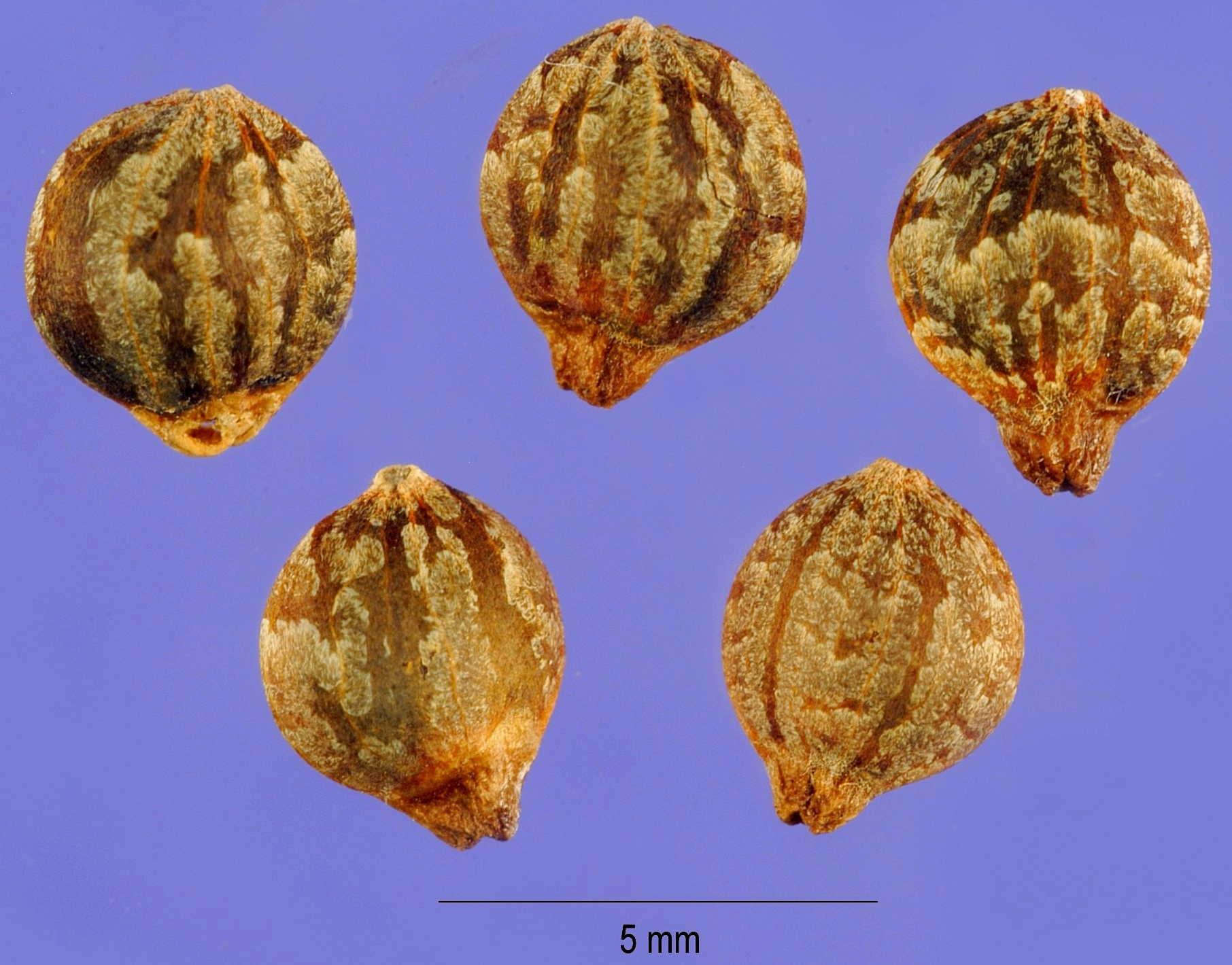
葎草種子

- Humulus japonicus (syn. H. scandens). 葎草，葉片5-7裂，分布於東亞。
- Humulus lupulus. 蛇麻，葉片3-5裂，分布於歐洲、西亞、北美洲。
  - Humulus lupulus var. lupulus. 分布於歐洲與西亞。
  - Humulus lupulus var. cordifolius. 华忽布，分布於東亞。
  - Humulus lupulus var. lupuloides (syn. H. americanus). 分布於北美洲東部。
  - Humulus lupulus var. neomexicanus. 新墨西哥蛇麻，分布於北美洲西部。
  - Humulus lupulus var. pubescens. 分布於北美洲中部。
- Humulus yunnanensis Hu，滇葎草，葉片3-5裂，背面密披毛，分布於東南亞（中國雲南特有種）。

啤酒花（Brewers' hops）是蛇麻培育轉變而來之植物品種，靠無性生殖傳播。

## 栽種

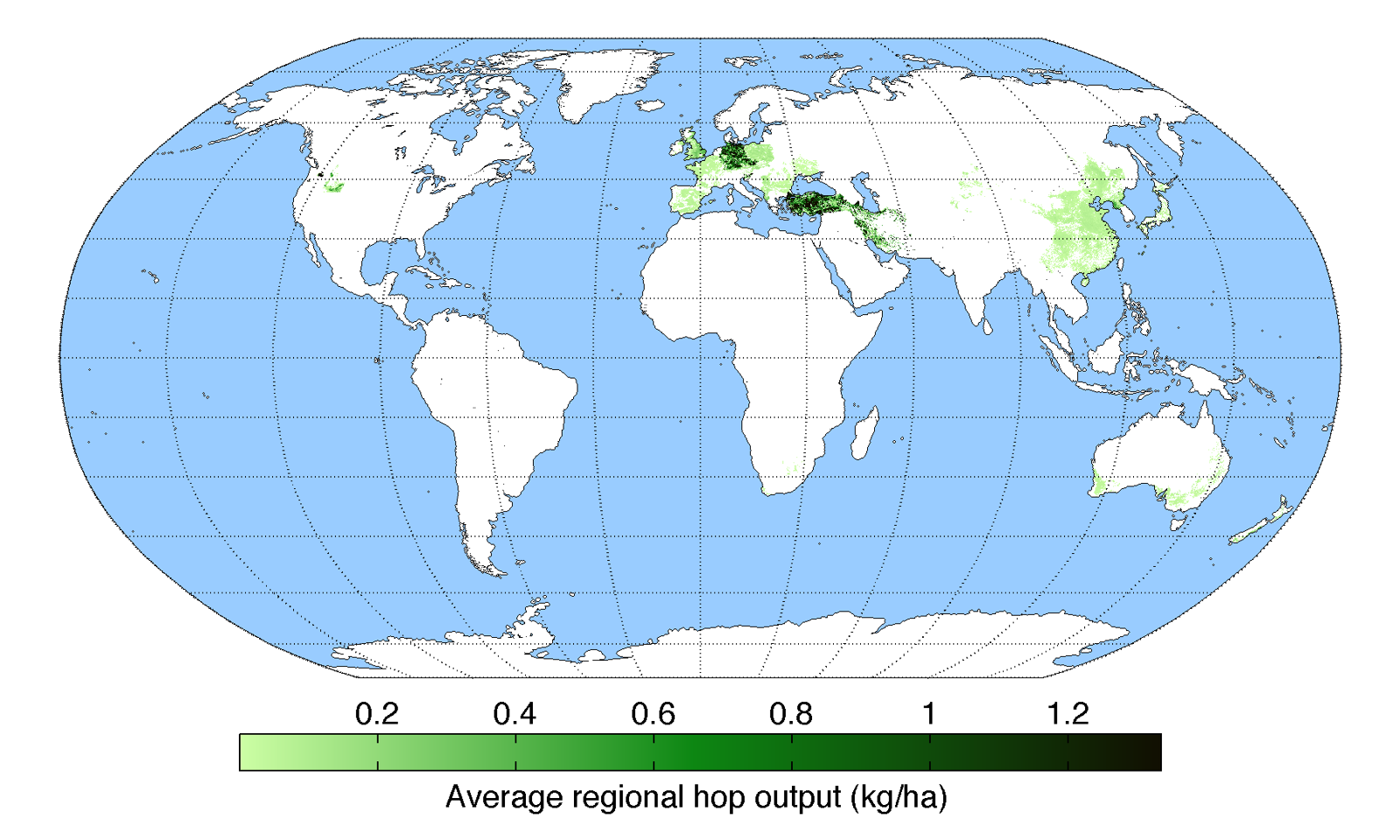
平均地區產量 (kg/英畝)

### 傳播與病蟲害

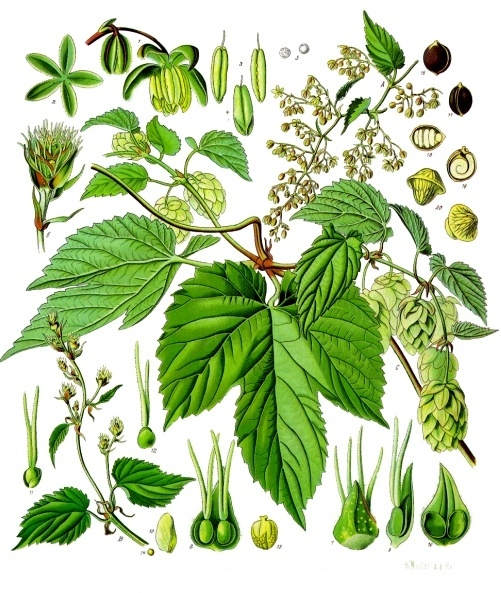
19世紀時某種蛇麻的圖

## 用途

### 藥用
葉汁可治皮蛇（皰疹，Herpes), 以汁塗抹患處即可。

## 外部連結
- （英文）Jeanine S. DeNoma: Humulus Genetic Resources (USDA ARS National Clonal Germplasm Repository) （页面存档备份，存于）
- （英文）Portal to many sites on hopping and society
- （英文）Hops varieties research （页面存档备份，存于）